# Данія на зимових Олімпійських іграх 1994
Данія на зимових Олімпійських іграх 1994 року, які проходили в норвезькому місті Ліллегаммер, була представлена 4 спортсменами (чоловіками) у 3 видах спорту. Прапороносцем на церемоніях відкриття та закриття Олімпійських ігор був фігурист Міхаель Тюллесен.
Данія увосьме взяла участь у зимових Олімпійських іграх. Данські спортсмени не завоювали жодної медалі.

## Гірськолижний спорт
Чоловіки
| Спортсмен         | Дисципліна         | Дистанція 1 | Дистанція 2 | Дистанція 3 | Разом | Разом |
| Спортсмен         | Дисципліна         | Час         | Час         | Час         | Час   | Місце |
| ----------------- | ------------------ | ----------- | ----------- | ----------- | ----- | ----- |
| Джонні Альбертсен | гігантський слалом | 1:37.35     | DNF         |             | DNF   |       |

## Лижні гонки
Чоловіки
| Дисципліна     | Спортсмен                  | Фінал  | Фінал | Фінал   | Фінал | Фінал     | Фінал |
| Дисципліна     | Спортсмен                  | Старт  | Місце | Час     | Мсце  | Разом     | Місце |
| -------------- | -------------------------- | ------ | ----- | ------- | ----- | --------- | ----- |
| Міхаель Бінцер | 10 км                      |        |       |         |       | 27:43.5   | 66    |
| Міхаель Бінцер | 15 км гонка переслідування | +03:23 | 66    | 39:34.1 | 49    | +7:08.3   | 50    |
| Міхаель Бінцер | 30 км                      |        |       |         |       | 1:22:23.1 | 47    |
| Еббе Гарц      | 10 км                      |        |       |         |       | 27:36.0   | 64    |
| Еббе Гарц      | 15 км гонка переслідування | +03:16 | 64    | 41:16.8 | 63    | +8:44.0   | 61    |
| Еббе Гарц      | 30 км                      |        |       |         |       | 1:27:43.2 | 66    |
| Еббе Гарц      | 50 км                      |        |       |         |       | 2:25:58.5 | 57    |

## Фігурне катання
Чоловіки
| Міхаель Тюллесен | 6.5 | 13 | 12.0 | 18.5 | 13 |